# ابر قیفی

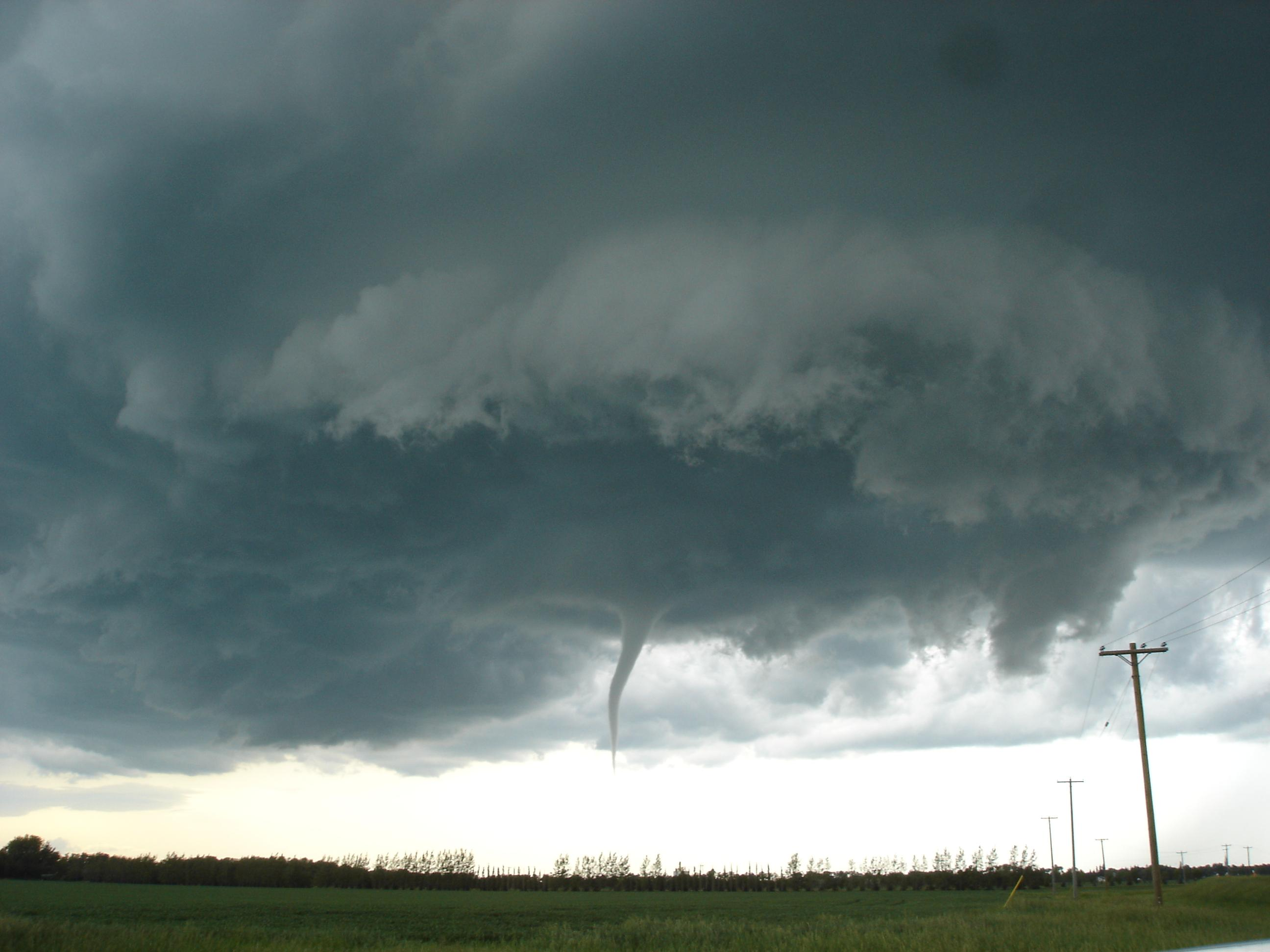
یک ابر قیفی سوزن‌مانند

ابر قیفی (به انگلیسی: Funnel cloud) نوعی ابر به شکل قیف و متراکم از قطرات آب و همراه با ستون چرخان باد است که از پایه یک ابر (معمولا یک ابر کومه‌ای‌بارا یا ابر کومه‌ای ستبر امتداد می‌یابد اما به زمین یا سطح آب نمی‌رسد. ابر قیفی معمولاً به صورت مخروطی‌شکل یا برآمدگی سوزنی از کف ابر دیده می‌شود. ابرهای قیفی اغلب در ارتباط با توفان‌های تندری چرخشی هستند و اغلب، نه همیشه، یک پیش‌ساز بصری برای پیچند به‌شمار می‌روند. ابرهای قیفی پدیده‌هایی قابل مشاهده هستند و با تاوه یا خود باد تفاوت دارند.